# تشيكارا فوجيموتو
تشيكارا فوجيموتو (باليابانية: 藤本 主税) (31 أكتوبر 1977 في يوبي في اليابان – )؛ هو لاعب كرة قدم ياباني سابق كان يلعب كلاعب وسط. سبق له أن لعب مع منتخب اليابان.

## مسيرته الكروية
لعب تشيكارا فوجيموتو خلال مسيرته الاحترافية مع 6 أندية في تسعة عشر موسمًا وسجل خلالها 47 هدفًا ضمن 436 مباراة. ولم يفز بأي موسم بالكأس أو بالدوري.
خاض تشيكارا فوجيموتو مسيرته مع نادي أفيسبا فوكوكا في موسم 1996 واستمر معه طيلة ثلاثة مواسم، مشاركًا في 41 مباراة سجل خلالها 6 أهداف. ثم انتقل إلى نادي سانفريس هيروشيما في موسم 1999 ليلعب معه أربعة مواسم، حيث شارك في 111 مباراة سجل خلالها 20 هدف. لينتقل بعدها إلى نادي ناغويا غرامبوس ما بين عامي 2003 و2004 لمدة موسم واحد، مشاركًا في 23 مباراة سجل خلالها هدفين. ثم انتقل إلى نادي فيسيل كوبه ما بين عامي 2004 و2005 لمدة موسم واحد، مشاركًا في 20 مباراة سجل خلالها هدفًا واحدًا. هذا وانتقل لاحقًا إلى نادي أوميا أرديجا في موسم 2005 ليلعب معه سبعة مواسم، مشاركًا في 190 مباراة سجل خلالها 15 هدفًا. ثم انتقل بعدها إلى نادي رواسو كوماموتو في موسم 2012 واستمر معه طيلة ثلاثة مواسم، مشاركًا في 51 مباراة سجل خلالها 3 أهداف.

## وصلات خارجية
- تشيكارا فوجيموتو على موقع رابطة كرة القدم اليابانية للمحترفين (اليابانية)
- تشيكارا فوجيموتو على موقع قاعدة بيانات كرة القدم.إي يو (الإنجليزية)
- تشيكارا فوجيموتو على موقع ناشيونال فوتبول تيمز (الإنجليزية)
- تشيكارا فوجيموتو على موقع Soccerway.com (الإنجليزية)
- تشيكارا فوجيموتو على موقع عالم كرة القدم.نت (الإنجليزية)
- تشيكارا فوجيموتو على موقع كووورة

- National Football Teams
- Japan National Football Team Database